# ZENI GEVA
ZENI GEVA （ゼニゲバ）は日本のロックバンド。1987年結成。リーダーのKK NULL自身はプログレッシヴ・ハードコア・ロックトリオと称している。アメリカやヨーロッパを中心に海外ツアーを数多く行っており、作品の多くが海外のレコードレーベルからリリースされているなど、海外での評価が高いバンドである。また、スティーヴ・アルビニとの交流で知られており、
1991年の「全体去勢」以降、スタジオアルバムの録音は彼の手によって行われている。

## メンバー
- KK NULL （岸野一之）：ボーカル、ギター。元YBO2。
- 田畑満：ギター。元ボアダムス。Acid Mothers Templeなどでも活動。
- 吉田達也：ドラムス。2009年復帰。

## ディスコグラフィー

### スタジオアルバム
- HOW TO KILL （1987年）
- MAXIMUM MONEY MONSTER （1989年）
- 全体去勢 - TOTAL CASTRATION （1991年）
- 内破 - NAI-HA （1992年）
- 苦痛志向 - DESIRE FOR AGONY （1993年）
- FREEDOM BONDAGE （1995年）
- 10,000 LIGHT YEARS （2001年）